# Четырёхпятнистый стефаноклеонус
Четырёхпятнистый стефаноклеонус (лат.  Stephanocleonus tetragrammus ) — жук из семейства Долгоносики. Вид описан из пустынь в низовьях Волги.

## Описание
Жук длиной 9,5—15 мм. Тело узкоовальной формы, головотрубка с килями. Переднеспинка с острым срединным килем в вершинной половине и неровной матовой поверхностью, равномерно покрытой двойной пунктировкой. Бока переднеспинки с глубокой и резкой перетяжкой у вершины. Вдоль боковых краев переднеспинки проходят две пары узких белых полос.
Надкрылья в дымчато-сером опушении. На каждом из них по два коротких косых пятна чёрного цвета.
Надкрылья сверху уплощены; точки в рядах очень маленькие и негустые, но в косом голом пятне в начале средней трети третьей-пятой бороздок ямковидно углублены. Промежутки надкрылий плоские, матовые.
Коготки в основании сросшиеся.

## Ареал
Венгрия, Молдавия, Украина, Кавказ, европейская часть России — на севере до Воронежа и Самары, далее на восток до Оренбурга и западного Казахстана.

## Местообитания и биология
Жуки встречаются с конца апреля до конца июля. Обитает в степях, в Предкавказье отмечен на свекловичных плантациях. Личинки почвенные.

## Численность
Большинство популяций исчезло при распашке степных массивов в 60-е годы XX века.

## Замечания по охране
Занесен в Красную Книгу России (1 категория — находящийся под угрозой исчезновения вид).